# Harrah's Laughlin
Harrah's Laughlin es el segundo hotel y casino más grande en Laughlin, Nevada, EUA. Tiene 1,561 habitaciones, incluyendo 115 suites, al igual que 55,000 ft² de área de casino y con aproximadamente 1,200 máquinas de juegos. El hotel tiene muchos restaurantes, salones de poker, keno, y un libro de carreras deportivas.  

## Historia
Fue inaugurado en 1988.
Harrah's Laughlin fue el lugar de River Run Riot, una pelea entre Hells Angels y el Mongols durante la Laughlin River Run que se hace anualmente. Tres personas fueron asesinadas durante esa pelea.